# Břevnovský mrakodrap

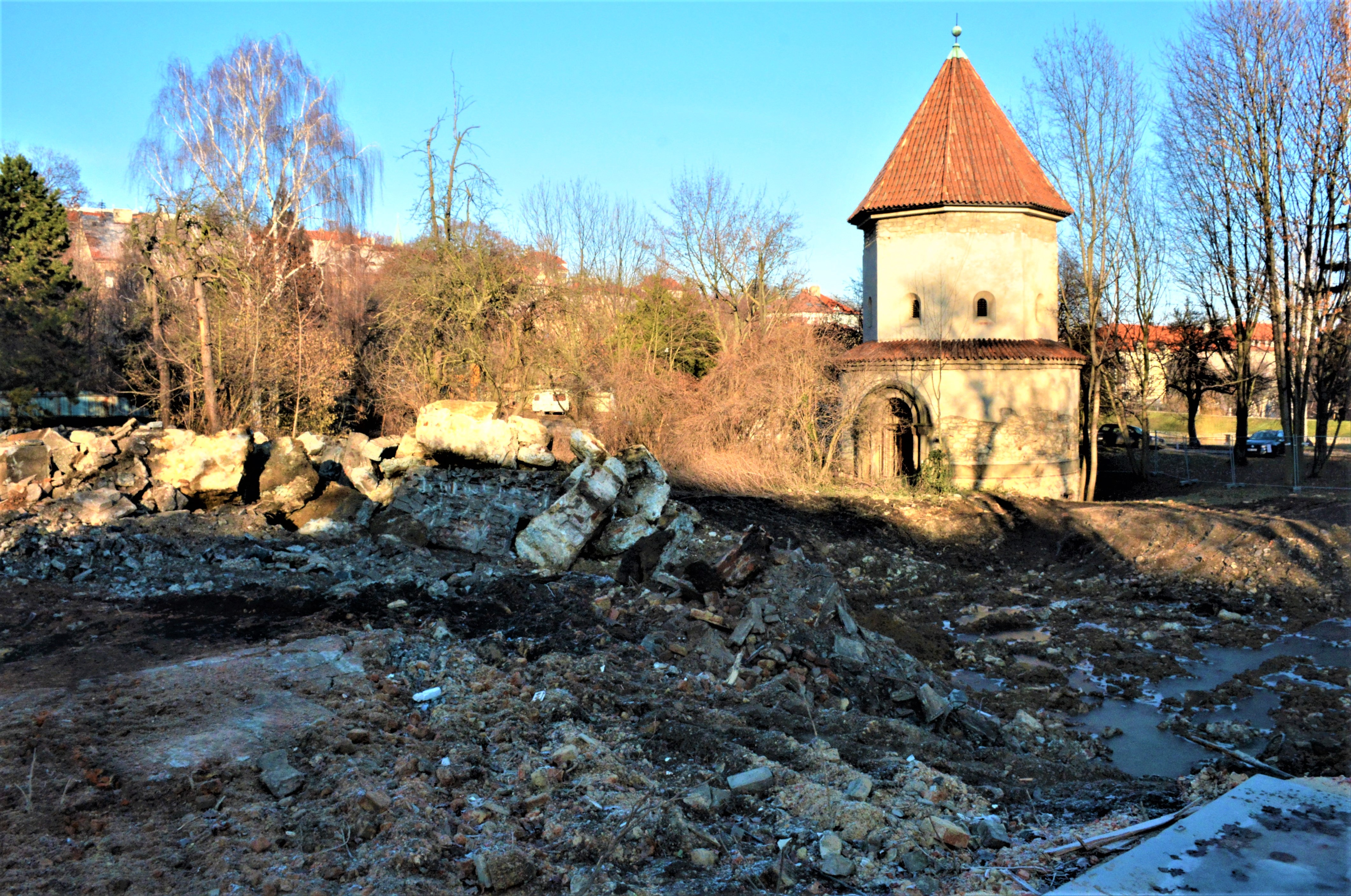
Stav v lednu 2019 po demolici

Břevnovský mrakodrap je název, pod kterým byla známa obytná výšková budova na adrese Radimova č. 447/8 v Břevnově na Praze 6. Zbourána byla na konci roku 2018.

## Historie
Nájemní dům ve stylu geometrické secese vznikl v roce 1911 v sousedství usedlosti Kajetánka, poblíž potoka Brusnice. Kajetánka s pozemky patřila v začátku 20. století starostovi Břevnova Janu Kolátorovi, který je nechal rozparcelovat a chtěl zde vystavět činžovní domy. Jediným postaveným domem byl však právě „Břevnovský mrakodrap“, neboť další výstavbě zabránil Klub Za starou Prahu. Dům se stal věnem dcery starosty Kolátora, provdané Vildové.
Dům se nacházel v těsném sousedství Kajetánské kaple – rotundy ze 17. století u rybníka Vincentinum. Dům byl pětipodlažní s 24 byty, kde bydlívávalo okolo 60 obyvatel. V přízemí domu bývaly obchody (kadeřnictví, knihařství, pivnice, aj.). Obchody zde byly až do padesátých let 20. století, kdy byly předělány na byty. Původní jméno ulice byla Boleslavova.

## Zánik budovy
Na základě výběrového řízení získala v roce 2008 pozemky navazující na dům od Městské části Praha 6 společnost Geosan Kappa. Investor předložil studie na dostavbu dvou křídel k mrakodrapu a přestěhování kaple, což však nebylo radnicí akceptováno. Dům byl prázdný od roku 2014, ale předtím proběhla výměna střechy a oken v domě. Později bylo rozhodnuto dům zbourat se zdůvodněním, že má podmáčené základy.
Radnice spolu s investorem představila šest návrhů na nové objekty namísto mrakodrapu a obyvatelé Prahy 6 měli možnost zapojit se do hlasování o podobě budoucího objektu. Jedním z možných řešení byla i výstavba sedmnáctipatrového věžového domu.
Na místě nakonec vzniknou tři samostatné bytové domy s maximálně osmi nadzemními podlažími. V přízemí mají být obchody a služby, v podzemí garáže. Stavba má být zahájena na přelomu let 2019/2020. Několik bytů získá od developera i městská část. Rovněž bude zrekonstruována kaple a vznikne park severně od potoka Brusnice.

Demolice objektu v prosinci 2018
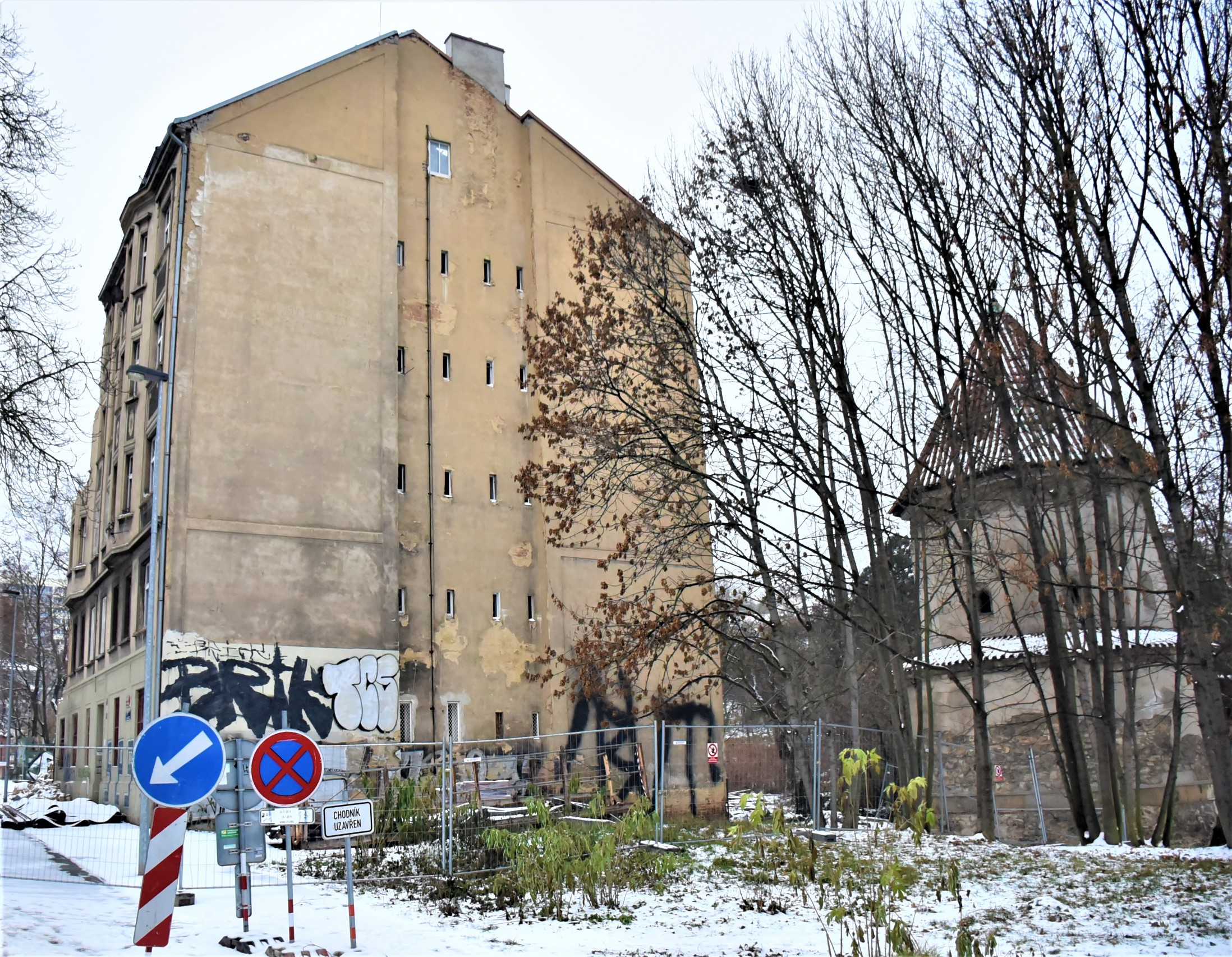
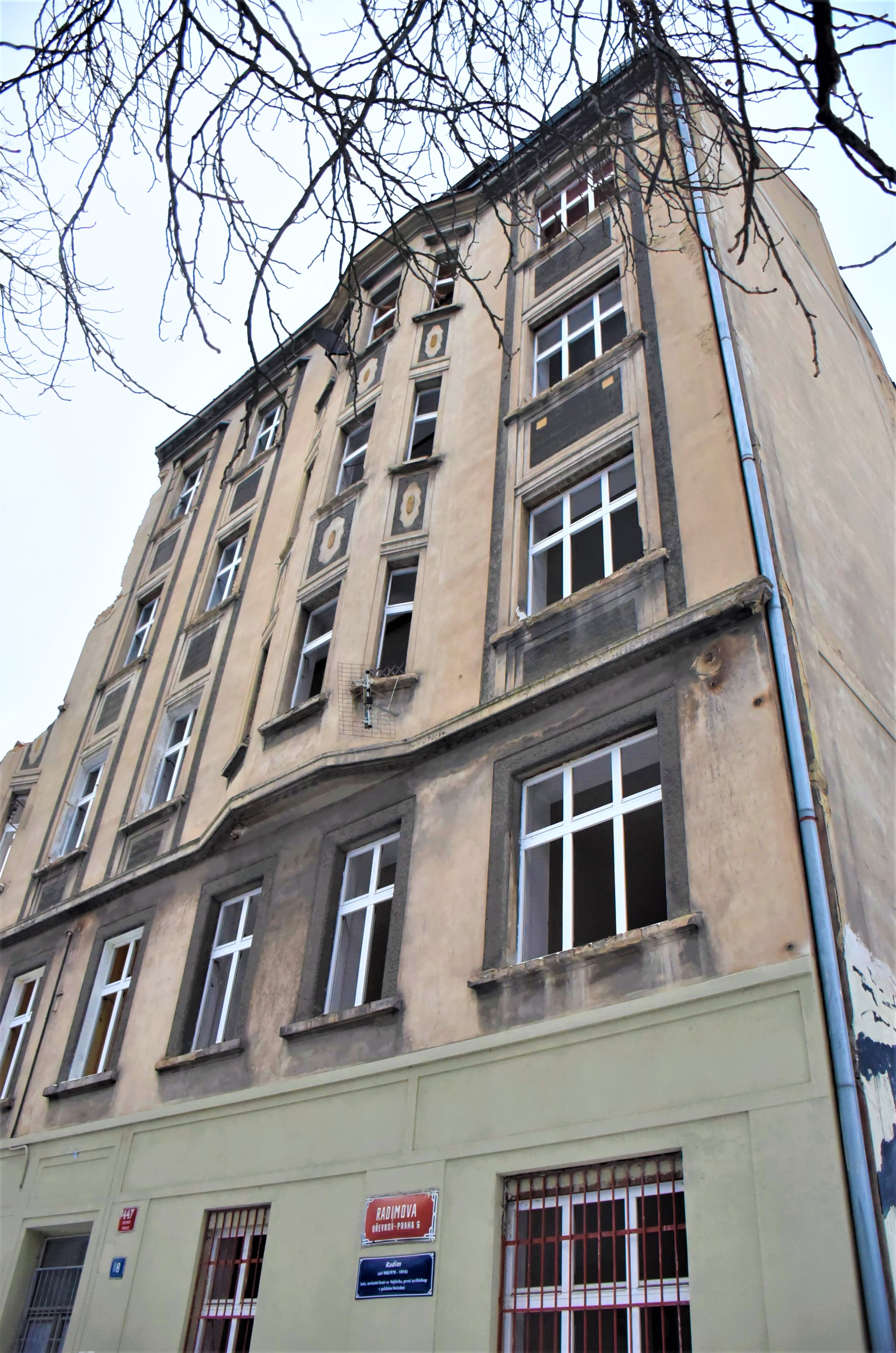
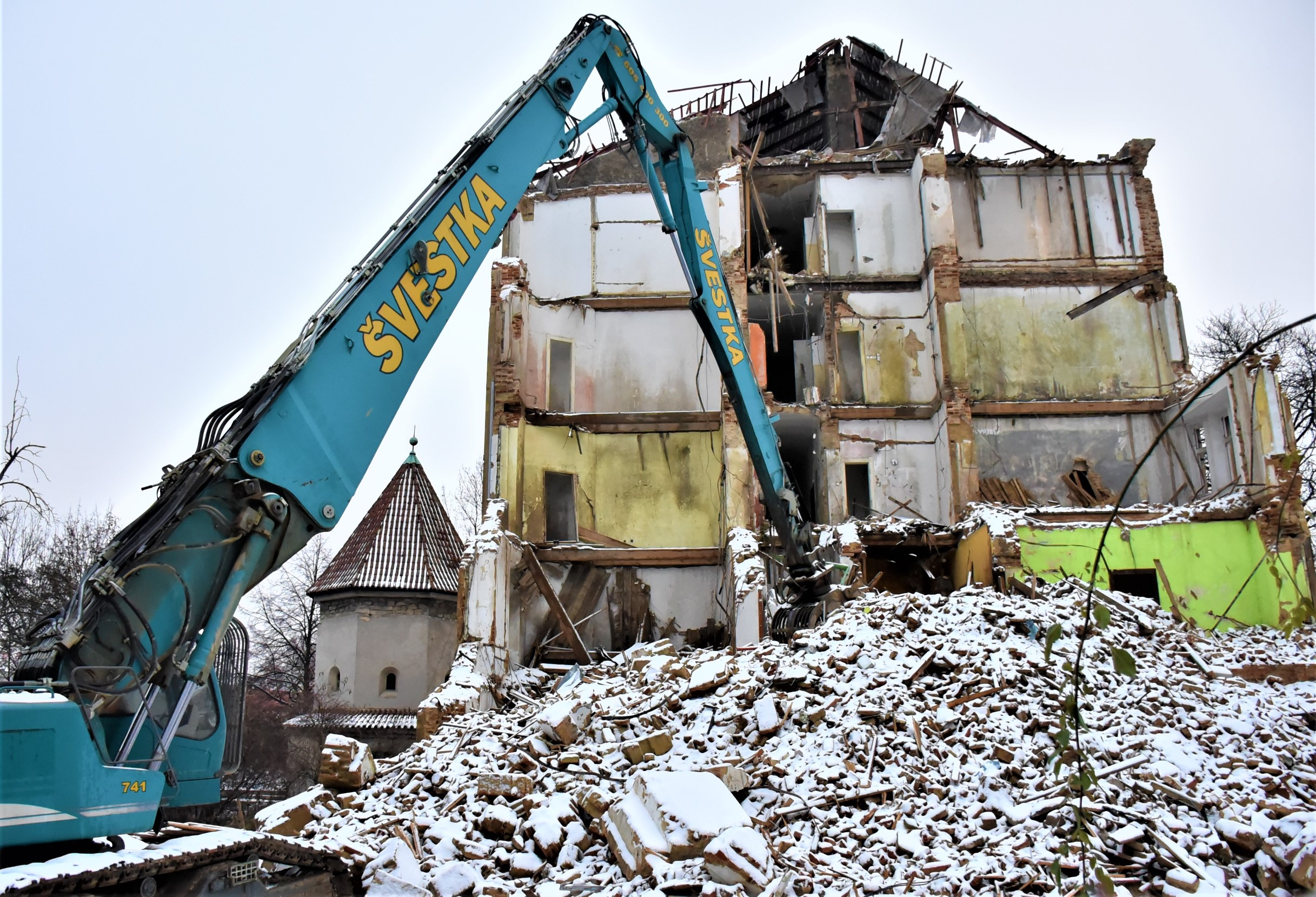